# Centromacronema pygmaeum
Centromacronema pygmaeum är en nattsländeart som beskrevs av Botosaneanu in Botosaneanu och Alkins-koo 1993. Centromacronema pygmaeum ingår i släktet Centromacronema och familjen ryssjenattsländor. Inga underarter finns listade i Catalogue of Life.

## Bildgalleri

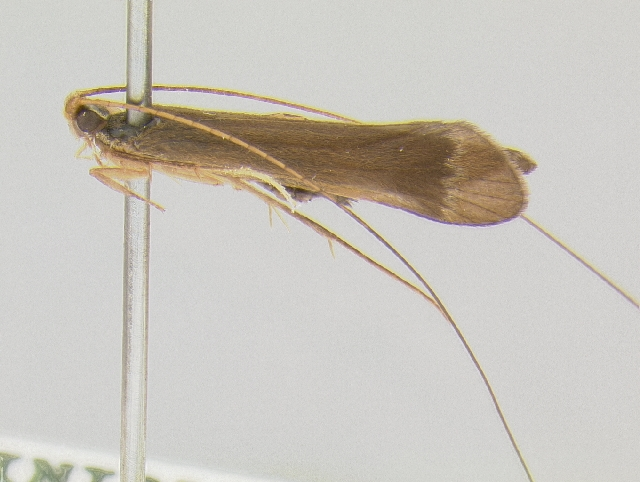